# Hiệp định Paris (1951)
Hiệp ước Paris, ký kết ngày 18 tháng 4 năm 1951 giữa Pháp, Tây Đức, Ý và 3 nước trong khối Benelux (Bỉ, Luxembourg và Hà Lan), lập ra Cộng đồng Than Thép châu Âu (ECSC). Cộng đồng này sau đó trở nên một thành phần của Liên minh châu Âu.
Hiệp ước Paris có hiệu lực từ ngày 23 tháng 7 năm 1952 và hết hạn ngày 23 tháng 7 năm 2002, đúng 50 năm sau khi có hiệu lực.
Hiệp ước này được coi như nền tảng trong việc đem các nước châu Âu xích lại với nhau trong hòa bình, sau Thế chiến thứ hai. Một số kẻ thù chính trong chiến tranh nay đã chia sẻ với nhau việc sản xuất than và thép, các tài nguyên then chốt, trước đây là trung tâm điểm cho các nỗ lực chiến tranh.
|                                                  |                                                         |                                 |                                                        |                        |                        |                       |
| 1951 có hiệu lực 1948                            | 1957 có hiệu lực 1958                                   | 1965 có hiệu lực 1967           | 1992 có hiệu lực 1993                                  | 1997 có hiệu lực 1999  | 2001 có hiệu lực 2003  | 2007 có hiệu lực 2009 |
| Cộng đồng Than Thép châu Âu (ECSC)               |                                                         |                                 |                                                        |                        |                        |                       |
|                                                  | Cộng đồng Kinh tế châu Âu (EEC)                         | Cộng đồng Kinh tế châu Âu (EEC) | Cộng đồng châu Âu (EC)                                 | Cộng đồng châu Âu (EC) | Cộng đồng châu Âu (EC) |                       |
|                                                  | ...Các Cộng đồng châu Âu: ECSC, EEC (EC, 1993), Euratom | Tư pháp & Nội vụ                |                                                        |                        |                        |                       |
| Hợp tác tư pháp và cảnh sát về tội phạm (PJCC)   | ...Các Cộng đồng châu Âu: ECSC, EEC (EC, 1993), Euratom | Tư pháp & Nội vụ                |                                                        |                        |                        |                       |
| Chính sách an ninh và đối ngoại chung (CFSP)     | ...Các Cộng đồng châu Âu: ECSC, EEC (EC, 1993), Euratom |                                 |                                                        |                        |                        |                       |
| LIÊN MINH CHÂU ÂU(EU)                            | ...Các Cộng đồng châu Âu: ECSC, EEC (EC, 1993), Euratom |                                 |                                                        |                        |                        |                       |
| Cộng đồng Năng lượng nguyên tử châu Âu (Euratom) |                                                         |                                 |                                                        |                        |                        |                       |
| Hiệp ước Paris                                   | Hiệp ước Roma                                           | Hiệp ước Sáp nhập               | Hiệp ước Maastricht                                    | Hiệp ước Amsterdam     | Hiệp ước Nice          | Hiệp ước Lisbon       |
| Hiệp ước Paris                                   | Hiệp ước Roma                                           | Hiệp ước Sáp nhập               | "Ba trụ cột" - ECS (ECSC, EEC/EC, Euratom), CFSP, PJCC |                        |                        | Hiệp ước Lisbon       |